# Craugastor rugulosus
Espèce
Synonymes
- Liyla rugulosa Cope, 1870 "1869"
- Hylodes palmatus Boulenger, 1882
- Eleutherodactylus avocalis Taylor & Smith, 1945
- Eleutherodactylus rugulosus (Cope, 1870)

Statut de conservation UICN

 LC  : Préoccupation mineure
Craugastor rugulosus est une espèce d'amphibiens de la famille des Craugastoridae.

## Répartition
Cette espèce est endémique du Mexique. Elle se rencontre de 200 à 2 000 m d'altitude dans les États du Guerrero, de Morelos, de Puebla, d'Oaxaca et du Chiapas.

## Publication originale
- Cope, 1870 "1869" : Seventh Contribution to the Herpetology of Tropical America. Proceedings of the American Philosophical Society, vol. 11, no 81, p. 147-192 (texte intégral).